# Ateneu Enciclopèdic Popular
L'Ateneu Enciclopèdic Popular (AEP) - Centre de Documentació Històrica i Social (CDHS) és una associació civil cultural fundada a Barcelona l'any 1903 per un grup d'intel·lectuals i obrers pretenent una societat de neutra cultura com a emancipació sense cap mena de filiació política o ideològica.
Clausurat per les tropes franquistes el gener de 1939 en ser ocupada la Ciutat Comtal, va ser legalitzat de nou el 1980. Actualment és un centre de documentació que forma part de la Federació d'Ateneus de Catalunya, al costat d'ateneus i centres culturals catalans de tota classe. També està associat a la Fundació Antonio Machado de Cotlliure, participa en la Federació Internacional de Centres d'Estudis Llibertaris i Documentació (FICELD), i és el segon arxiu més gran del moviment obrer mundial després de l'IIHS d'Amsterdam.

## Primera etapa: l'AEP
La idea de fundar el AEP va sorgir d'una trobada de Josep Tubau, Eladi Gardó i Ferrer i Francesc Layret, estudiant de filosofia i dret molt implicat amb la problemàtica social i cultural de la classe obrera, a la Universitat de Barcelona. Es van succeir diverses reunions en el local de l'Associació de Cors d'Anselm Clavé, a les quals es van anar incorporant diverses persones amb les mateixes inquietuds i sensibilització per la repressió a causa de la fracassada vaga general de 1902; l'economista Pere Coromines, el periodista republicà Ignasi Bo i Singla, Eduard Marquina, Ernest Vendrell, el pedagog i polític de la coalició republicanosocialista Lluís de Zulueta i Escolano o el neomalthusià Luis Bulffi de Quintana entre d'altres.
Es va inspirar en l'Ateneu Català de la Classe Obrera creat el 1861 i, com aquest, va tenir un paper centrat en l'orientació obrera, campanyes contra la guerra i de respecte a la jurisdicció civil, i defensa dels drets humans i de la democratització de la cultura. En aquesta primera etapa arribà a tenir 25.000 socis, i hi participaren activament diverses personalitats com el poeta Federico Garcia Lorca Salvador Seguí, Joan Salvat-Papasseit, encarregat de la secció de la biblioteca durant una llarga temporada, Joaquim Maurín, Víctor Colomer, Manuel Ainaud Sánchez, Albert Bastardas i Sampere, Jaume Aiguader i Miró, Josep Maria de Sucre, Joan Amades, Ángel Pestaña o l'il·lustrador i cartellista Carles Fontserè, qui va dissenyar el logotip de l'entitat representant a Francesc Layret, entre molts, es un logotip de l'última etapa

### Anys de cultura i expansió: 1903-1923
Diverses seccions recollien les activitats dels socis i organitzaven cursos i conferències. En poc temps, l'Ateneu es va convertir en tot un referent arribant a tenir un bon nombre de seccions. Hi tenia la seu la Federació Catalana d'Esperantistes, amb la participació de destacats intel·lectuals com Joan Amades, Frederic Pujulà i Vallès o Jaume Grau Casas. La Secció d'Excursions, cal destacar-hi el mateix Joan Amades, però també Emili Giralt i més tard les seves dues filles, així com en Busquets i en Fazzio.

### L'Ateneu sota la dictadura
Durant els anys de la dictadura de Primo de Rivera "Els Idealistes Pràctics" van tenir el seu espai a l'Ateneu. La seva seu social es trobava en un edifici del carrer del Carme a Ciutat Vella, comptant amb una delegació en un carrer pròxim i fins i tot un xalet al Sitjar de La Molina (Cerdanya), espoliat posteriorment per la Falange Espanyola a l'acabar la Guerra Civil espanyola i que actualment és propietat de la Generalitat de Catalunya.

### Segona República: pedagogia i civisme

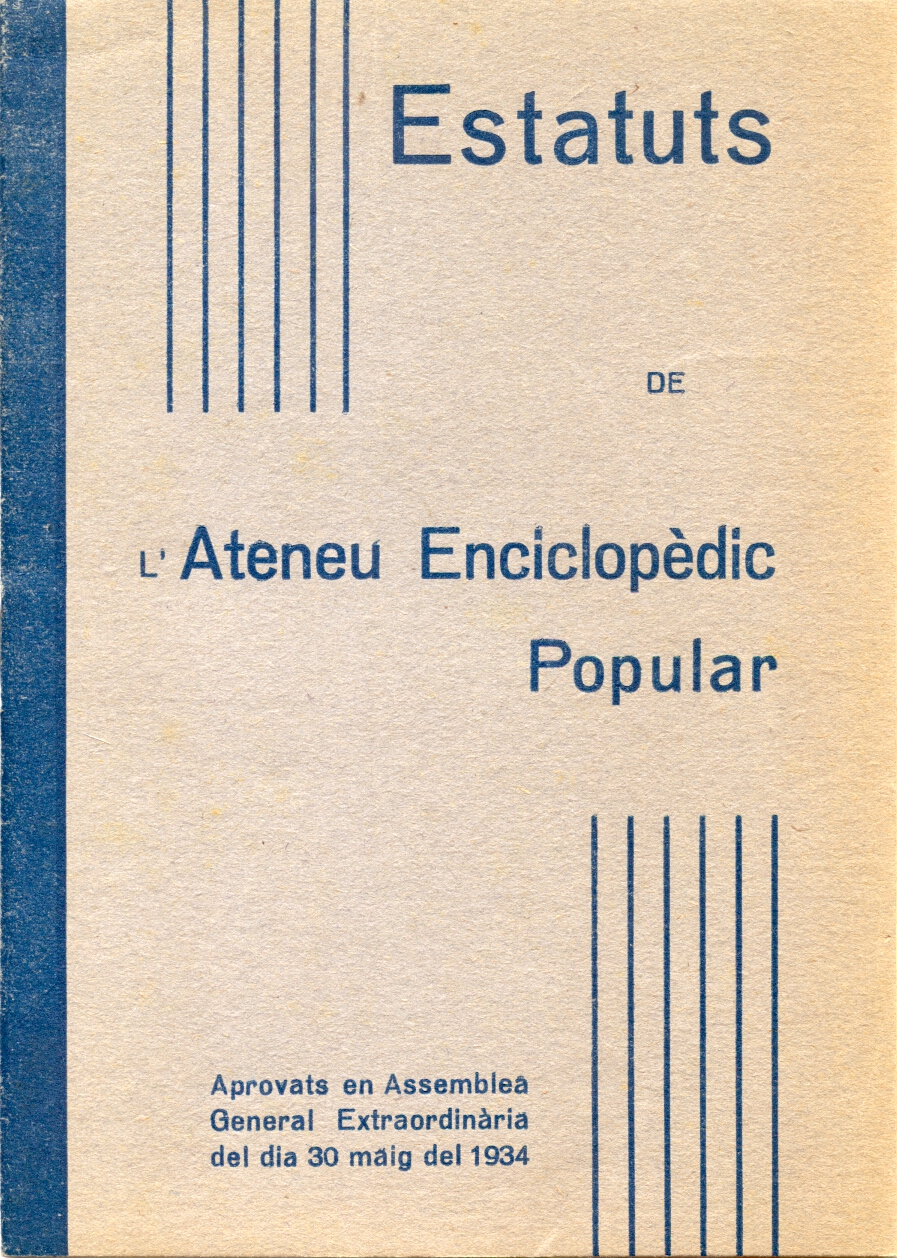
Portada dels Estatuts aprovats el 1934

L'Ateneu disposava d'una escola nocturna, va organitzar diverses campanyes durant la Segona República contra l'atur obrer, el Front de Pau contra la Guerra, en defensa dels mosaics romans de Tossa de Mar o en favor de les Olimpíades Populars, entre moltes altres. Disposava d'una biblioteca i, en homenatge als seus dos benefactors, Josep Campamà i Joaquim Arlunins, es van realitzar diversos actes, destacant el del 20 de febrer de 1932 presidit per Francesc Macià (president de la Generalitat de Catalunya que es va associar a l'Ateneu després de l'esdeveniment) i acompanyat per Jaume Aiguader (alcalde de Barcelona). L'última de les seves tasques abans de la caiguda de la Segona República va ser l'organització d'una campanya pro cultura popular.

### Els anys de la Guerra Civil espanyola
La majoria dels arxius i la rica biblioteca de l'ateneu es van perdre arran de la crema de la seu per les tropes franquistes d'ocupació el gener de 1939 que tenien la consigna d'acabar amb la cultura obrera i per això van cremar tots els seus documents, immobles i estris. Els que es van salvar foren duts a l'Arxiu de Salamanca, encara que part de la seva biblioteca es troba als fons de la Biblioteca de la Universitat Central de Barcelona.

## Nova etapa: CDHS-AEP
L'any 1977, per iniciativa d'un grup d'antics socis i membres es va constituir el Centre de Documentació Històric-Social, entre els fundadors del qual es trobaven Tana Andrade, Abel Paz, Ernest Núñez, Cipriano Damiano, Carmen García i Mari Cruz Carmona. L'acta fundacional està datada el 25 de setembre de 1978.
Va ser el punt d'inici per a la recuperació de l'Ateneu, legalitzat de nou el 12 de juliol de 1980 segons ofici del Govern Civil, amb idèntica voluntat progressista, plural, cultural i popular que el va caracteritzar en l'etapa anterior.
L'Ateneu, en aquesta segona etapa, realitza activitats com exposicions, debats, conferències, exposicions culturals, publicacions, actes solidaris; el Centre de Documentació Històric-Social és un dels arxius més complets sobre el moviment obrer dels segles xix i xx de Catalunya principalment. Edita el butlletí semestral Enciclopèdic Noticiari i participa en l'edició i co-edició de llibres.
- Secció literària-poètica
- Secció biblioteca, hemeroteca i arxiu. Font de consulta per a historiadors, documentalistas i estudiants, oberta al públic en general per a consultes del seu fons documental. Disposa d'uns fons de 38.000 llibres i 12.000 capçaleres de diaris, revistes, butlletins, cartes de l'època, així com dossiers relacionats amb els moviments socials i obrers des de la Primera Internacional fins a l'actualitat.

Des de l'any 2007 s'inicia una segona campanya per recuperar un espai per l'Ateneu Enciclopèdic al Raval, que després de moltes converses amb els polítics, al final en un ple del districte de ciutat vella, i per mitjà d'ERC es presenta la proposta de retorn de l'AEP al Raval amb el vot afirmatiu de tots els partits del moment a favor del retorn excepte del PP que es va abstenir. Acta seguida, després d'uns quants anys més l'alcalde de Barcelona Jordi Hereu i el president del moment Manel Aisa impulsor d'aquest projecte signant un protocol d'intencions en el qual l'ateneu tindrà un local considerables dimensions a Ciutat Vella, en un període de dos o tres anys, aleshores el nou gabinet de l'ajuntament encapçalat pel Senyor Triàs de Convergència , no te massa pressa en responsabilitzar-se de l'acord de l'anterior consistori, pel que en un principi no fa gaire cas d'aquest acord entre Jordi Hereu (Ajuntament) Manel Aisa (Ateneu Enciclopèdic), signat el 13 de maig de 2011, però aleshores hi ha un fet molt significatiu quan la CUP , assenyala un o diversos espais lliures a ciutat vella, a partir d'aquell moment, hi ha quantitat d'oferiments de locals de ciutat vella per l'ateneu enciclopèdic i finalment és senyala el local de Reina Amàlia 38 i un altre a Carretes, quan ja està aquesta nova versió sobre la taula, canvi de partits polítics a l'Ajuntament de Barcelona i seran aleshores els Comuns, el partit que ocupa l'alcaldia, aleshores la regidora del districte , farà una oferta a l' Ateneu Enciclopèdic i aquesta oferta, va en la direcció de quedar-se-hi provisionalment a Reina Amàlia 38 fins que no estigui rehabilitada la casa fàbrica del carrer Riereta "Can 60". Renunciant al local del Carrer Carretes que l'ajuntament el volia per altres urgències. Així és com l'Ajuntament signa aquest projecte entre Manel Aisa (impulsor del projecte de recuperació de l'AEP) i Gala Pin per l'Ajuntament de Barcelona, (27 d'octubre de 2017) en l'espera de tenir el local definitiu en temps pròxim i poder ajuntar tots els seus arxius sobre el moviment obrer, que en aquest moment es troben en un pis de passeig de Sant Joan 26 ( del Patronat de l'Arús) i la seu de Reina Amàlia 38 tot en "Can 60" del carrer Riereta.
A l'Arxiu de Salamanca consta l'Ateneu Enciclopèdic entre les organitzacions que van ser espoliades i destruïdes les seves pertinences. És a dir, els estris de l'Ateneu foren llançats pel balcó i cremats.
Aquesta campanya va ser desestimada perquè la biblioteca de l'Ateneu Enciclopèdic , va ser espoliada i bona part dels seus llibres van anar-hi a parar a la Biblioteca de la Universitat de Barcelona i avui dia es troben al dipòsit que aquesta té a la Universitat de la població de Cervera,
- Secció Història Contemporània.

L'any 2000, l'AEP va editar el llibre Una història de Barcelona. L'Ateneu Enciclopèdic Popular, 1902-1999 escrit per l'historiador i president de l'associació durant molts anys, Ferran Aisa, pel qual li va ser atorgat el Premi Ciutat de Barcelona:
En realitat el llibre va estar realitzat i treballat per uns quants socis de l'aep d'aquell moment, però en Ferran es va fer amb l'autoria en el seu conjunt.
La Secció Història Contemporània es va dedicar a realitzar la Revista Enciclopèdic, que ha arribat a tenir 43 números, i sobretot a realitzar exposicions itinerants, que cal destacar-hi "L'Efervescència social dels anys vint" (Manel Aisa), que va tenir i encara té molt de recorregut , tant que ha visitat nombroses ciutat inclosa a Franca al Festival de Cinema Espanyol de Nantes" va tenir el protagonisme de representar a la ciutat de Barcelona i les persones convidades en aquestes jornades de l'any 2000 eren en Ventura Pons i Manel Aisa. També l'exposició sobre la "Transició llibertària", que va tenir el seu recorregut, per ateneus llibertaris en els anys noranta, altre de les exposicions a destacar és "La Premsa llibertària de clandestinitat 1939-1975", que va ser inaugurada a CSIC Residència d'Investigadors" amb Adolf Castaños i Manel Aisa, i durant un temps tot u seguit de conferències en les quals participaren Bernard Muniesa, Octavio Alberola, Luis Andrés Edo, Ariane Gransac, i es va comptar amb la col·laboració de Joaquina Dorado, Concha Pérez, Abel Paz, Enric Casanyes, Doris Ensinger, etc. Igualment es van celebrar el 110 aniversari de l'entitat amb una exposició que també va tenir la seva inauguració a la mateixa Residència d'Investigadors, amb tot un seguit de xerrades que es van celebrar allí mateix o a la Biblioteca Pública Arús, altres exposicions en els anys 80 ,90 una exposició sobre El Mil i Salvador Puig Antic, que al cap d'un temps estava destruïda, per tant, viatjar d'un cantó a l'altre per el que va passar a ser un dossier del CDHS.

Durant uns anys la secció d'Història es reunia un cop al mes per mantenir una tertúlia debat a on mentre sopàvem de "traje", aquestes tertúlies es celebraven al poble sec a l'avui biblioteca Francesc Foix , temps abans quan era centre Cívic, i també es van celebrar alguns temps al Centre Cívic de Fort Pienc.
| « | ... a Ferran Aisa, pel llibre Una història de Barcelona. Ateneu Enciclopèdic Popular (1902-1999), perquè fa una aportació remarcable a la història d'una institució cabdal de la cultura popular barcelonina del segle xx. | » |